# Guangxilemur
Guangxilemur es un género extinto de primates adapiformes. El género está representado por dos especies:
- Guangxilemur tongi Qi & Beard, 1998 † - Eoceno Superior, Formación Gongkang, China
- Guangxilemur singsilai (Marivaux, 2002) † - Oligoceno Inferior, Formación Paali, Colinas Bugti, Pakistán.